# My Lovely Boxer
My Lovely Boxer (en hangul, 순정복서; romanización revisada, Sunjeongbokseo; literalmente, «Boxeador puro») es una serie de televisión surcoreana dirigida por Choi Sang-yeol y Hong Eun-mi, y protagonizada por Lee Sang-yeob, Kim So-hye, Park Ji-hwan, Kim Hyung-mook, Ha Seung-ri, Kim Jin-woo y Chae Won-bin. Se emitió por el canal KBS2 desde el 21 de agosto hasta el 2 de octubre de 2023, los lunes y martes a las 21:45 horas (KST).

## Sinopsis
Kim Tae-young es un agente deportivo que recluta jugadores de talento y los exprime al máximo en poco tiempo, tras lo cual se deben retirar. Es una persona sin escrúpulos que no duda en hacer cualquier cosa por los logros y el dinero de su representado. Un día visita a Lee Kwon-suk, que emergió como estrella del boxeo a los 17 años pero que hace tres años abandonó repentinamente el cuadrilátero, y le propone un juego peligroso para salvar a Kim Hee-won, quien fue víctima en un combate amañado.

## Reparto

### Principal
- Lee Sang-yeob como Kim Tae-young, un agente deportivo  que atrae a jugadores talentosos y los retira en un corto período de tiempo.[2][4]
- Kim So-hye como Lee Kwon-sook, una joven que se convirtió en estrella del boxeo con solo 17 años.[1][4][5]
- Park Ji-hwan como Kim Oh-bok, un operador de un sitio de apuestas deportivas que participa en el amaño de combates.[6][7]
- Kim Hyung-mook como Lee Chul-yong, el padre de Kwon-sook, excampeón de pesos ligeros de la AMB.[8]
- Ha Seung-ri como Jeong Su-yeon, líder de equipo de About Sports, exnovia de Tae-young, aunque ahora trabaja en una compañía rival.[8][9][10]
- Kim Jin-woo como Han Jae-min, el primer amor de Kwon-sook, es subdirector del jardín de infancia Hanok.[11][12][13]
- Chae Won-bin como Han Ah-reum, la mejor campeona de pesos gallos de Corea, que ha ganado los tres más importantes campeonatos del mundo.[14][15]

### Secundario

#### Atletas de Tae-young
- Choi Jae-woong como Kim Hee-won, un atleta que llevaba mucho tiempo con Tae-young y que era más cercano a él que su propio hermano.[16]
- Kim Hee-chan como Choi Ho-joong, junior de Tae-young y compañero de entrenamiento de Kwon-sook, excampeón de pesos ligeros de la OMB.[8][16]

#### Gente de S&P Sports Agent
- Yoon In-jo como Lee Young-ae, el maestro de Tae-young.[8]
- Kim Sang-woo como Go Seon-jae, un empleado subalterno de S&P Sports Agent.[17][18]

#### Gente del mundo del boxeo
- Sung No-jin como Song Gwan-jang, el mejor entrenador de Corea, que descubrió a Ah-reum y la entrenó para convertirla en campeona mundial.
- Lim Young-joo como Park Hyejin, una boxeadora veterana que es como una hermana para Ah-reum.
- Do Eun-ha como Jo A-ra, la provocadora oponente de Kwon-sook.[19]

#### Personal del jardín de infancia Hanok
- Song Ye-bin como Eun-sol, maestra del jardín de infancia Hanok.
- Kim Seon-ki como Ge-un, maestra del jardín de infancia Hanok.
- Lee Song-yi como Ja-geun, maestro del jardín de infancia Hanok.

#### Personas del mundo del deporte
- Kim Sang-bo como Park Kyung-soo, un destacado reportero de una revista deportiva.[8]
- Nam Tae-woo como Yang Man-hee, gerente de HH Cheetahs de Hee-won.

#### Otros
- Moon Jung-hee como Min Kyung-ok, la madre de Tae-young.
- Shin Seo-woo como Ye-jun, el hijo de Hee-won, de siete años, que sufre una enfermedad ocular hereditaria.
- Lee Eun-jo como la madre de Ye-jun y esposa de Hee-won, exazafata.
- Choi Jae Woong.[8]
- Nam Tae-woo.[8]
- Han Da-sol.[8]
- Lim Young-joo.[8]
- Kim Seon-ki.[8]
- Lee Song-yi.[8]

## Producción
My Lovely Boxer está coproducido por Blade ENT, Acemaker Movieworks y Cornerstone.
El guion de la serie está basado en la novela 순정복서 (Boxeador puro), de Chu Jong-nam, que quedó segunda en el Kyobo Book Store Story Contest.
El 20 de abril, el 10 y el 17 de julio de 2023 se publicaron sendos carteles de la serie. El 6 de julio había salido a la luz un tráiler. El 29 de junio se publicaron imágenes de la lectura del guion. El 12 de agosto se publicaron algunos fotogramas, y dos días después se difundió un nuevo tráiler de la serie. Por último, se presentó la producción el 21 de agosto en The Saint, Guro-gu (Seúl), con la asistencia del director y los siete protagonistas.
La serie se emitió con tecnología de calidad UHDTV: se trata de la primera emisora de televisión convencional que empleaba este formato.

## Audiencia
El primer episodio de la serie llegó al 2 % de cuota de pantalla, menos de la mitad que el primer episodio de su predecesora en la franja horaria Heartbeat (4,1 %), la cual había terminado la semana anterior con un 3 %. La audiencia siguió una curva descendente, y en el episodio 5 se quedó en el 1,4 %.
Los episodios 10 y 11 ni siquiera pudieron rebasar la barrera del 1 %, un resultado que nunca se había producido en televisión terrestre y horario de máxima audiencia, por lo que constituyó un gran fracaso para el canal. Ya antes de la puesta en antena había sido motivo de preocupación porque representaba el regreso de Kim So-hye a la pequeña pantalla tras las controversias sobre violencia escolar en que se había visto implicada. En los últimos años la reacción del espectador frente a casos como el presente ha sido más severo que en el pasado, hecho que parece confirmarse con My Lovely Boxer.
| Episodio | Fecha de emisión         | Índices de audiencia nacionales |
| --- | ------------------------ | ------------------------------- |
| 1 | 21 de agosto de 2023     | 2.0 % (31.ª)                    |
| 2 | 22 de agosto de 2023     | 1.8 % (30.ª)                    |
| 3 | 28 de agosto de 2023     | 1,8 % (33.ª)                    |
| 4 | 29 de agosto de 2023     | 1,6 % (36.ª)                    |
| 5 | 4 de septiembre de 2023  | 1,4 % (39.ª)                    |
| 6 | 5 de septiembre de 2023  | 1,4 % (36.ª)                    |
| 7 | 11 de septiembre de 2023 | 1,1 % (42.ª)                    |
| 8 | 12 de septiembre de 2023 | 1,1 % (41.ª)                    |
| 9 | 18 de septiembre de 2023 | 1,5 % (38.ª)                    |
| 10 | 25 de septiembre de 2023 | 0,9 % (38.ª)                    |
| 11 | 26 de septiembre de 2023 | 0,9 % (44.ª)                    |
| 12 | 2 de octubre de 2023     | 2,2 % (26.ª)                    |
| Promedio | Promedio                 | 1,5 %                           |
| - En la tabla superior, los números azules representan las calificaciones más bajas y los números rojos representan las más altas. |                          |                                 |